# 剑桥大楼
剑桥大楼是位于中国天津市和平区重庆道24号的一处公寓式住宅楼，始建于1936年，坐落于原天津英租界剑桥道（Cambridge Road），目前为一般保护等级历史风貌建筑。

## 建筑
剑桥大楼为奥地利国家建筑鉴定议员、著名建筑设计师、鲁尔夫·盖苓（Rolf Geyling）设计的公寓式住宅楼，因坐落于原天津英租界剑桥道故因此得名。建筑分为前后两幢，都为四层混合结构楼房，其中前楼原为三层1992年改建为四层，外立面为清水墙面，局部为混水墙面。建筑外檐的各层间装有饰通长德混凝土板也作为窗台和雨棚使用，是一座座具有典型现代主义特征的建筑。